# 알렉상드르 빌로도
알렉상드르 빌로도(프랑스어: Alexandre Bilodeau, 프랑스어 발음: [alɛksɑ̃dʁ bilɔdo], 1987년 9월 8일~)는 캐나다의 은퇴한 프리스타일 스키 선수로 주 종목은 모굴이다. 2010년 동계 올림픽과 2014년 동계 올림픽 남자 모굴 부문에서 연속으로 금메달을 획득했으며 세계 선수권 대회에서 금메달 3개, 은메달 2개를 획득했다.